# Pequeña historia (álbum)
Pequeña historia es el nombre del segundo álbum de estudio del cantante mexicano Gustavo Lara dentro de la música pop en español y con el cual se da a conocer como autor con las canciones "Por volver" y "Mar y sol". Este álbum fue grabado en Riolo Terme, Italia entre julio y octubre del año 1997, Fue lanzado al mercado por BMG Ariola México el 27 de enero de 1998.

## Promoción del disco
Debido al éxito del álbum debut Gustavo Lara (1996) para el año de 1997 se prepara la grabación y lanzamiento de Pequeña historia, el cual tuvo gran aceptación por parte del público juvenil ya que proseguía con la línea de la música pop en español con temas románticos y rítmicos. El primer sencillo que se desprendió de este álbum fue "Te me vas" la cual alcanzó los primeros lugares de popularidad a finales del año 1997 y principios del año 1998. Posteriormente a este sencillo le siguieron las canciones "Por volver" tema de su autoría, "Por volverte a amar" y "Quiéreme hasta que te duela".
La promoción de este disco se realizó en México presentándose en varios programas de variedades así como en otros países de América Latina como Venezuela, Colombia, Perú, Argentina y Chile entre otros, teniendo una gran aceptación por parte del público durante los años de 1997 y 1998.
Las canciones más representativas de este álbum fueron sin duda en primer lugar "Te me vas" con la cual alcanzó los primeros lugares de popularidad durante el año de 1997 y "Por volver".
Como dato se rumoró que durante la promoción de este disco el carácter de Gustavo Lara se volvió pesado y pedante propiciado por su mánager; esto influyó para que el siguiente disco se creará una imagen egoísta del cantante repercutiéndole en la poca aceptación que posteriormente tuvo.

## Participaciones
- Álbum dirigido y realizado por: José Ramón Flórez.
- Productor creativo: Noemí Gil.
- Arreglos, bases y sonidos: Loris Ceroni.
- Teclado: .
- Bajo: .
- Guitarras: Massimo Fumanli, Andrea Morino.
- Batería y percusiones: Cristiano Micalizzi, Estefano Sandri.
- Violines: Valentino Corvino, Carlo Cantini.
- Viola: Sandro di Paolo, Cello Enrico Guezzoli.
- Coros: Veris Gianatti, Piero Larede, Gustavo Lara, Noemí Gil, Larry Nutti, J.R. Flórez.
- Pianos clásicos: Luca Bonucci.
- Asistencia y consultoría técnica: Domenico Giovanini.
- Estudios: Le dune de Riolo, Terme Rávena, Italia.
- Masterizado en: Tom Coyne, Sterling Sound, ciudad de Nueva York.
- Dirección artística: Diego Herrera.
- Fotografía: Adolfo Pérez Butrón.
- Arte y Diseño: Román Martínez.
- Estilista: Rafael del Prado.

## Temas
- 1. Quiéreme hasta que te duela
- 2. Pequeña historia
- 3. Por culpa de Sandra
- 4. No le importó
- 5. Te me vas
- 6. Como un pez fuera del agua
- 7. Por volver
- 8. La mujer que quiero
- 9. Fuego y arena
- 10. Flor carnívora
- 11. Mar y sol
- 12. Por volverte a amar - 4:29

## Sencillos
- 1997: Te me vas
- 1998: Por volver
- 1998: Quiéreme hasta que te duela
- 1998: Por volverte a amar

De este disco solo se conoce que se grabó el video de la canción Te me vas.
- Datos: Q6071978